# Boissy-l'Aillerie
Boissy-l'Aillerie és un municipi francès, situat al departament de Val-d'Oise i a la regió de Illa de França. L'any 2007 tenia 1.762 habitants.
Forma part del cantó de Pontoise, del districte de Pontoise i de la Comunitat de comunes Vexin centre.

## Demografia

### Població
El 2007 la població de fet de Boissy-l'Aillerie era de 1.762 persones. Hi havia 635 famílies, de les quals 124 eren unipersonals (52 homes vivint sols i 72 dones vivint soles), 169 parelles sense fills, 294 parelles amb fills i 48 famílies monoparentals amb fills.
La població ha evolucionat segons el següent gràfic:
Habitants censats

### Habitatges
El 2007 hi havia 689 habitatges, 636 eren l'habitatge principal de la família, 20 eren segones residències i 32 estaven desocupats. 565 eren cases i 116 eren apartaments. Dels 636 habitatges principals, 497 estaven ocupats pels seus propietaris, 113 estaven llogats i ocupats pels llogaters i 26 estaven cedits a títol gratuït; 19 tenien una cambra, 42 en tenien dues, 91 en tenien tres, 149 en tenien quatre i 335 en tenien cinc o més. 490 habitatges disposaven pel capbaix d'una plaça de pàrquing. A 248 habitatges hi havia un automòbil i a 335 n'hi havia dos o més.

### Piràmide de població
La piràmide de població per edats i sexe el 2009 era:
| Homes | Edats   | Dones |
| ----- | ------- | ----- |
| 4     | 95 o +  | 0     |
| 4     | 90 a 94 | 4     |
| 8     | 85 a 89 | 12    |
| 0     | 80 a 84 | 0     |
| 20    | 75 a 79 | 16    |
| 4     | 70 a 74 | 24    |
| 24    | 65 a 69 | 12    |
| 56    | 60 a 64 | 28    |
| 44    | 55 a 59 | 60    |
| 84    | 50 a 54 | 60    |
| 52    | 45 a 49 | 52    |
| 84    | 40 a 44 | 72    |
| 52    | 35 a 39 | 84    |
| 52    | 30 a 34 | 68    |
| 48    | 25 a 29 | 48    |
| 56    | 20 a 24 | 28    |
| 72    | 15 a 19 | 64    |
| 92    | 10 a 14 | 80    |
| 68    | 5 a 9   | 60    |
| 44    | 0 a 4   | 44    |

## Economia
El 2007 la població en edat de treballar era de 1.227 persones, 946 eren actives i 281 eren inactives. De les 946 persones actives 882 estaven ocupades (467 homes i 415 dones) i 64 estaven aturades (34 homes i 30 dones). De les 281 persones inactives 88 estaven jubilades, 126 estaven estudiant i 67 estaven classificades com a «altres inactius».

### Ingressos
El 2009 a Boissy-l'Aillerie hi havia 618 unitats fiscals que integraven 1.723,5 persones, la mediana anual d'ingressos fiscals per persona era de 25.849 €.

### Activitats econòmiques
Dels 177 establiments que hi havia el 2007, 1 era d'una empresa alimentària, 4 d'empreses de fabricació de material elèctric, 24 d'empreses de fabricació d'altres productes industrials, 25 d'empreses de construcció, 41 d'empreses de comerç i reparació d'automòbils, 13 d'empreses de transport, 6 d'empreses d'hostatgeria i restauració, 5 d'empreses d'informació i comunicació, 9 d'empreses financeres, 6 d'empreses immobiliàries, 26 d'empreses de serveis, 11 d'entitats de l'administració pública i 6 d'empreses classificades com a «altres activitats de serveis».
Dels 30 establiments de servei als particulars que hi havia el 2009, 1 era una oficina de correu, 5 tallers de reparació d'automòbils i de material agrícola, 1 autoescola, 3 paletes, 3 guixaires pintors, 3 fusteries, 4 lampisteries, 2 electricistes, 1 empresa de construcció, 3 restaurants, 2 agències immobiliàries i 2 salons de bellesa.
Dels 4 establiments comercials que hi havia el 2009, 1 era una botiga de menys de 120 m², 1 una fleca, 1 una llibreria i 1 una joieria.

## Equipaments sanitaris i escolars
L'únic equipament sanitari que hi havia el 2009 era una farmàcia.
El 2009 hi havia 1 escola maternal i 2 escoles elementals.

## Poblacions més properes
El següent diagrama mostra les poblacions més properes.